# Museo de las Mariñas
El Museo de las Mariñas es un museo de historia y etnografía situado en la población española de Betanzos, dedicado a las comarcas de las Mariñas Coruñesas. Se ubica en el antiguo convento de Santo Domingo de Betanzos y fue inaugurado en 1983. En el mismo edificio se encuentran el archivo y la biblioteca municipal, y además, se edita la revista cultural Anuario Brigantino.

## Historia

### Sede
La sede del museo fue convento de Santo Domingo, construido entre los siglos XVI y XVIII. Se inauguró el 2 de enero de 1983. Después de cerrar para realizar una restauración, volvió a abrirse el 17 de mayo de 1993. Su director es el betancino Ángel Arcay Barral.
El testamento de Antonio González de Sosa de 1558 otorga su propiedad a la orden religiosa de Santo Domingo o San Agustín. Esa orden aprovechó el legado y se instaló en la ciudad con cuatro confesores y un predicador, en una "casa del hórreo" a extramuros. Esa casa y su capilla fueron el primer convento. En 1558 el vicario Cristóbal de Mendoza aprobó la creación de un convento y la iglesia, dejando atrás la antigua capilla. En aquella época, esos terrenos eran el llamado campo de la feria de San Roque, en la parroquia de Brabío. En 1680 se inauguró su altar y en 1714 se terminó la torre barroca de la iglesia.
En 1615, el entonces nuevo convento se convirtió en priorato, es decir, contaba con más de doce frailes. Sin embargo, en 1821 la ley prohibía los conventos de menos de 20 personas, y tuvo que cerrar hasta el año siguiente, cuando tras quejas se le concedió permiso para continuar como tal.
Con el trienio liberal del 25 de agosto de 1835, las tres dominicas fueron expulsadas del convento y se cerró. Ese año se perdieron escritos y libros del archivo y se decretó el derribo del convento. Sin embargo, el Conde de Taboada les impidió derribar el convento esa vez. Asimismo, en 1843 el cabildo quiso demoler el edificio pero no se llevó a cabo por falta de presupuesto.

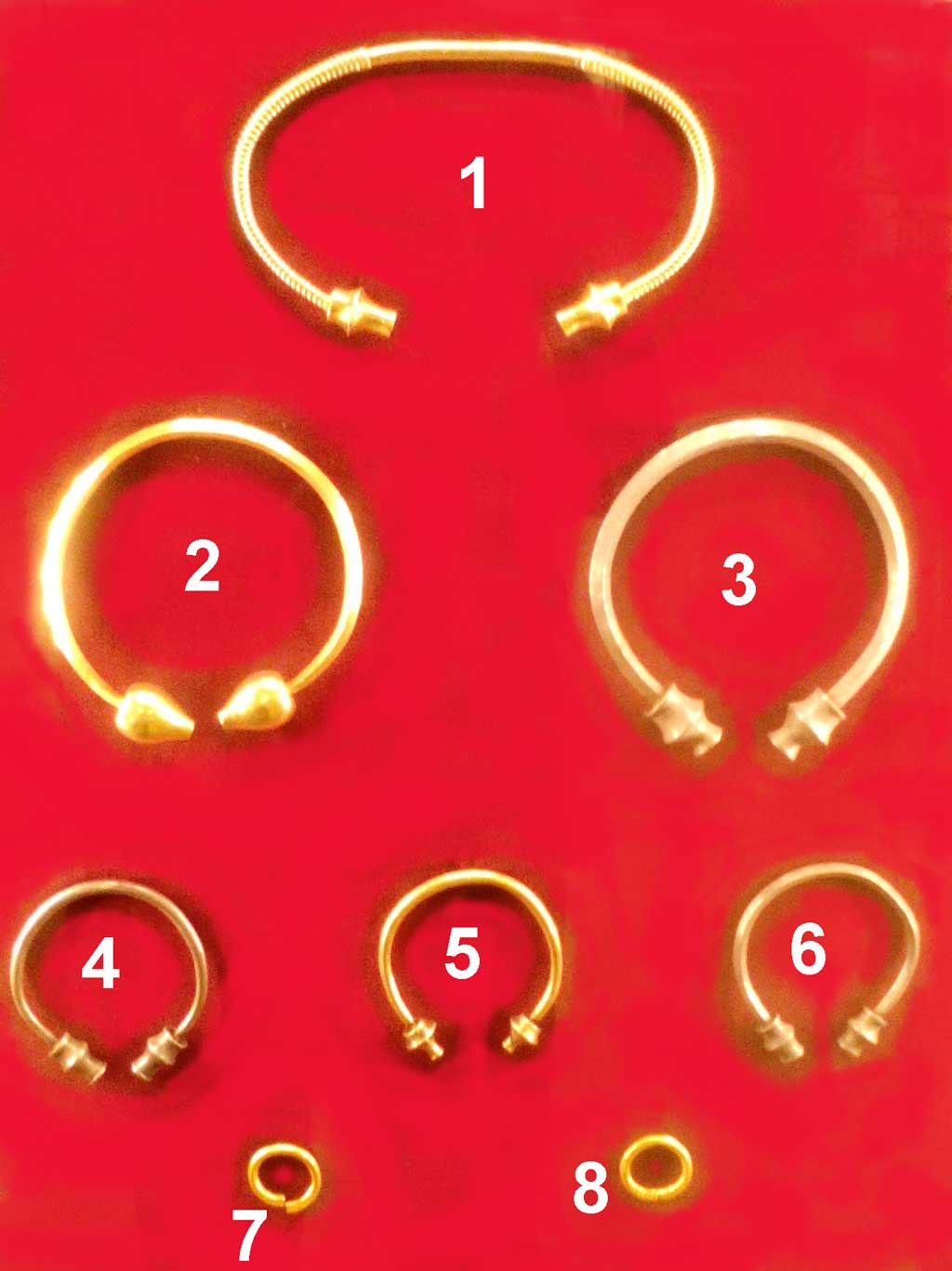
Orfebrería galaica en el Museo de las Mariñas, colección Rafael Seoane. 1 Torque de Oro, tipo asturnorgalaico. 2 Torque de oro, tipo galaico nororiental. 3 Torque de plata, Sobrado dos Monxes. 4 Brazalete de plata, Sobrado dos Monxes. 5 Pulsera de oro, Astorga. 6 Pulsera de plata, Sobrado dos Monxes. 7-8 Aros de oro, posiblemente castrexos.

### Creación del museo
Desde la salida de los dominicos, el convento se ha utilizado para diversas funciones, destacando el ser la sede de la Guardia Civil de Caballería, que estuvo allí hasta 1981. También fue sede de la enseñanza secundaria con una cátedra de dibujo o el lugar donde se inauguró el Teatro Alfonsetti en 1882, entre muchas otras funciones.
En febrero de 1983 el alcalde Vicente de la Fuente García inauguró el nuevo Museo de las Mariñas. Sin embargo, el edificio no estaba en buenas condiciones y el museo fue trasladado a la avenida de Linares Rivas. Al finalizar las obras en 1993, el museo volvió al antiguo convento. Con esa nueva apertura del centro pasó a denominarse "Centro Cultural Santo Domingo" y albergaba el Museo de las Mariñas, la biblioteca municipal "Castelao" y el Archivo Municipal de Betanzos.

## Colecciones
El museo está dividido en dos plantas. En la planta baja hay una muestra de elementos etnográficos e históricos. La primera planta se organiza en salas temáticas.
En la planta baja se exponen piezas históricas de las comarcas vinculadas a Betanzos. Una parte tiene la exposición de joyas galaicas de la segunda Edad del Hierro, como torques y pulseras. Otra parte de la planta muestra varios restos medievales, como sepulcros de diferentes personalidades del clero, la nobleza y la villa de Betanzos. Destacan el posible médico Fernán Peres de Andrade (siglo XIV) y su esposa Sancha Rodríguez, Nuno Freire de Andrade (siglo XV), Andrade "El Joven" (c. siglo XV) o irmandiños como Afonso de Carvallido.
En la primera planta se encuentran las puertas del Archivo del Hospital de San Antonio de Padua, Betanzos, de 1674, así como óleos del apostolado de la Escuela de Rubens que proceden de Amberes . También cuenta con un pequeño museo dedicado al traje, con telas, trajes de fiesta, vestidos gallegos o telares. En la planta alta también destacan una colección de los símbolos del gobierno republicano español, del movimiento nacionalista gallego y de las Irmandades da Fala de Betanzos. Cabe destacar el homenaje a Daniel Rodríguez Castelao y las revistas del Rexurdimento y de los Juegos Florales de Betanzos, que luego dieron origen al Anuario Brigantino.

## Galería
|                     |
| Escudo de Betanzos. |

|                                                |
| Sepulcro de Afonso de Carvallido, un irmandiño |

|                                  |
| Representacións de aras romanas. |

|                                         |
| Estela funeraria romana de Oza-Cesuras. |

|                                                     |
| Andrade "O Mozo" o escudo de Betanzos, entre otros. |

|                                                              |
| Bandera republicana y de las Irmandades da Fala de Betanzos. |

|                      |
| Homenaje a Castelao. |

|                                  |
| Estatua de Jesús García Naveira. |

|                   |
| Muestra de rocas. |

|                                     |
| Azulejos del Parque del Pasatiempo. |

|                    |
| Globo de Betanzos. |